# سرآسیاب پایین (مشهد)
سرآسیاب پایین روستایی در دهستان طوس بخش مرکزی شهرستان مشهد استان خراسان رضوی ایران است.

## جمعیت
بر پایه سرشماری عمومی نفوس و مسکن در سال ۱۳۹۵ جمعیت این روستا ۸۵ نفر (۲۷خانوار) بوده‌است.